# تساحي هنغبي
اسحق «تساحي» هنغبي (بالعبرية: יצחק "צחי" הנגבי، من مواليد 26 فبراير 1957) سياسي وخبير أمني إسرائيلي بارز وهو عضو في حزب الليكود. يشغل حاليا منصب رئيس مجلس الأمن القومي الإسرائيلي منذ عام 2023.